# Estação Ferroviária da Corunha
A Estação Ferroviária da Corunha, também conhecida como Corunha- San Cristovo é uma interface ferroviária que serve a cidade da Corunha, na Galiza.
É a estação terminal da Linha León-Corunha, do Eixo Atlântico de Alta Velocidade e da Linha de Alta Velocidade Olmedo-Zamora-Galiza, sendo portanto servida por comboios regionais, de longo curso e de Alta Velocidade.
Em 2011, mais de 70 anos após a sua construção, a estação corunhesa passou a poder receber não só comboios a diesel, mas também composições eléctricas, devido à inauguração da linha de Alta Velocidade entre a Corunha e Ourense. 